# Convention pour la sixième République
Die Convention pour la sixième République (abgekürzt C6R; deutsch sinngemäß: „Vereinigung für eine Sechste Republik“) ist eine Gruppe von Politikern und Intellektuellen in Frankreich. Sie wurde im April 2001 vom Sozialisten Arnaud Montebourg nach dem Erfolg seines Buches La machine à trahir (dt.: „Die Maschinerie des Verrats“), einer Anklage an die derzeitige politische Welt der Fünften Republik, gegründet.
Die C6R „kämpft“ für eine veränderte Verfassung der Republik. Insbesondere die Stärke des Präsidenten und die vergleichsweise Schwäche des Parlaments sollen verändert werden. Dabei soll der Premierminister als zentrale Figur hervorgehoben und die Funktionen des Präsidenten auf die eines Vermittlers und Schiedsrichters reduziert werden. Gleichermaßen soll die Direktwahl des Staatspräsidenten abgeschafft werden. In diesem Sinne möchte die Gruppierung das semipräsidiale Regierungssystem der Fünften Republik abschaffen, stattdessen soll das Parlament und die Stellung des Premierministers aufgewertet werden. Die vorgesehenen Änderungen gehen in Richtung parlamentarische Demokratie, wie sie in Europa (auch in Deutschland und Österreich) vorherrschend ist. Der Präsident hat demnach nur mehr eine bloße Repräsentationsfunktion und besondere Stellung in Krisenzeiten.
Nach dem ersten Wahlgang der Präsidentschaftswahl 2002, aus der der rechtsextreme Kandidat Jean-Marie Le Pen (Front National) überraschend als zweitstärkster hervorging, erlebte die C6R einen starken Mitgliederzuwachs. Die in Paris gegründete Vereinigung unterhält inzwischen Außenstellen in vielen französischen Départements.
Der Kandidat der Linksfront bei der Präsidentschaftswahl 2012, Jean-Luc Mélenchon, setzt sich ebenfalls für eine neue Sechste Republik ein.
Am 5. Dezember 2024 wurde eine Aktualisierung des Textes in Folge eines entsprechenden Beschlusses angekündigt.